# 李德嬪 (明神宗)
李德嬪（1567年—1628年），明神宗万历帝嫔妃之一。河南开封府祥符县人。父李时亮，母雷氏。父親李时亮以女貴被封為正五品錦衣衛正千戶。

## 人物生平
隆庆元年十一月十九日子时出生。
萬曆九年選入內庭，万历十年（1582年）三月冊封李氏為德嬪。
万历十二年七月二十日，李德嫔生仙居公主朱轩姞。後来，李氏又生下泰順公主朱轩姬。
万历二十六年十月，再生香山公主朱轩嬁。几位公主皆早薨，没有能给德嬪李氏养老送终。李氏終其一生都未被往上晉封，而且没有任何特殊侍遇。
崇祯元年（1628年）旧历八月十八日，李德嬪去世，享壽六十二岁。崇祯二年六月二十日下葬。